# Ісраель Коль
Ісраель Коль (ісп. Israel Coll, нар. 22 липня 1993, Кордова) — аргентинський футболіст, півзахисник кіпрського клубу «Аполлон».
Чемпіон Кіпру.

## Ігрова кар'єра
У дорослому футболі дебютував 2011 року виступами за команду «Феррокаріль Оесте», в якій провів п'ять сезонів, взявши участь у 108 матчах чемпіонату. Більшість часу, проведеного у складі «Феррокаріль Оесте», був основним гравцем команди.
Своєю грою за цю команду привернув увагу представників тренерського штабу клубу «Атлетико Сарм'єнто», до складу якого приєднався 2016 року. Відіграв за Відіграв за наступні жодного сезонів своєї ігрової кар'єри.
У 2016 році уклав контракт з клубом «Сентраль Кордоба» з Сантьяго-дель-Естеро, у складі якого провів наступні два роки своєї кар'єри гравця, також здебільшого виходив на поле в основному складі команди.
Згодом з 2018 по 2021 рік грав у складі команд «Панахаїкі» та «Аполлон Смірніс».
До складу клубу «Аполлон» приєднався 2021 року. Станом на 6 вересня 2022 року відіграв за клуб з Лімасола 31 матч у національному чемпіонаті.

## Титули і досягнення
- Чемпіон Кіпру (1):

«Аполлон»: 2021-2022
- Володар Суперкубка Кіпру (1):

«Аполлон»: 2022